# BookTube
BookTube  és un grup de canals de YouTube que publica vídeos sobre llibres. Semblant als canals de gurus de bellesa o de gamers, els BookTubers formen part d'una comunitat específica de YouTube. Tot i que la majoria de BookTubers se centren en parlar de llibres de YA, també tracten altres branques de la literatura. Des d'audiobooks, clàssics, ciència-ficció, fantasia, ficció, literatura infantil, còmics, romàntica, no-ficció, fins a traduccions.

## Orígens
La usuària del compte beautyisntskindeep és considerada la primera booktuber en llengua anglesa i va començar a publicar els seus vídeos al canal de YouTube l'any 2009. Un any més tard, el 2010 Christine Riccio va iniciar la seva activitat i avui en dia és una de les booktubers que entre els seus dos canals, un personal i un altre com a booktuber, agrupa a més de 460.000 persones sobre les que descarrega la seva excèntrica personalitat i el seu entusiasme constant alhora d'explicar qualsevol tema, en especial en relació als llibres. Tant ha crescut el seu canal que gràcies a aquest, ha tingut l'oportunitat d'escriure un llibre: Again, but better, el qual sortirà a la venta el maig del 2019.
Des de llavors, la comunitat de BookTube ha crescut exponencialment. És difícil dir quants canals de BookTube existeixen avui dia, però n'hi ha molts que tenen milers (i de vegades centenars de milers) de seguidors. Com és el cas de Sasha Alsberg (2013), que des del seu canal abookutopia arriba a 345.000 usuaris d'arreu del món. Alsberg també ha tingut l'oportunitat d'escriure la seva primera novel·la, abans que Riccio i tot, aquesta és Zenith, la qual ha estat coescrita junt a l'autora Lindsay Cummings, que també té un canal de BookTube.
Una de les pioneres i un referent del moviment BookTuber a Sud-amèrica és la mexicana Fa Orozco (2012), que al seu canal Palabras de Fa agrupa a més de 300.000 subscriptors, és a dir de lectors que reben setmanalment una dosi de passió lectora.
Altres BookTubers a destacar dins l'estat espanyol i en llengua castellana són l'escriptor Javier Ruescas (2010) que amb 208.000 subscriptors penja vídeos setmanalment parlant des dels seus propis llibres fins a temes com Machismo en la literatura o La música en películas de libros, entre d'altres… També destaca el jove Sebastián G. Mouret (2012), que amb només 20 anys ha aconseguit crear una comunitat de 200.000 subscriptors al seu canal El coleccionista de Mundos amb les seves crítiques literàries.
En llengua catalana trobem que la primera persona que compleix els requisits d'un booktuber comença la seva activitat l'any 2011 i és Marta Botet Borràs amb el seu canal Recomanacions de Llibres el qual agrupa 2.500 subscriptors. A través d'aquest canal ha tingut l'oportunitat de participar en una TEDYouth Talk el novembre del 2015 i treballar en el programa El Suplement de Catalunya Ràdio, presentat pel Ricard Ustrell, entre altres experiències.
A banda de a YouTube, els BookTubers es poden trobar a convencions de llibres i de YouTube com ara el YallFest, el BookCon, i el VidCon.

## Tipus de vídeos
Hi ha diferents tipus de vídeos de BookTubers.
Alguns són ressenyes de llibres on detallen què els ha agradat i què no d'un llibre en concret. La majoria de BookTubers ressenyen llibres de gèneres similars per atreure una audiència específica als seus vídeos. Aquestes ressenyes també poden ser de còpies avançades (ARCs) proporcionades per editors de llibres que desitgen fer publicitat a partir del boca a boca.
Els BookTubers també fan un tipus de vídeo anomenat haul on mostren els llibres adquirits en una llibreria o que han obtingut de diversos esdeveniments en un període. A veggies, també fan uns vídeos conseguís com unhaul on parlen els llibres que treuen de la seva estanteria.
Un altre vídeo comú que els BookTubers fan és el bookshelf tour, és a dir, vídeos on mostren la seva biblioteca o on la reorganitzen. Aquests vídeos sovint són molt llargs i es complementen amb comentaris del BookTuber sobre com estan organitzats els llibres i on expliquen anècdotes i històries que s'amaguen darrere d'alguns d'ells.
Alguns BookTubers fan uns vídeos que en diuen TBR (per ser llegit) on parlen dels llibres que pretenen llegir en el futur, especialment quan s'organitza una marató lectora.
En els vídeos wrap-up es parla de les impressions dels llibres que el BookTuber ha llegit en un període, sovint un mes, o la duració d'una marató lectora.
En els vídeos #FridayReads (basat en el popular hashtag de Twitter) es parla sobre el que un BookTuber està llegint ara mateix, o que planeja llegir aquell cap de setmana.
Els vídeos de tags són una sèrie de preguntes al voltant d'un tema concret que el BookTuber ha de contestar. Algun exemple en són el Classics Book Tag i el Hallows Read Book Tag.
En els vídeos de debat normalment tracten temes relacionats amb llibres o que afecten la comunitat de BookTube. Hi ha una sèrie de vídeos de debat organitzats per múltiples BookTubers com ara Top 5 Wednesday i #BooktubeSFF Babbles.
Els BookTubers també fan col·laboracions i es reuneixen en el canal d'un d'ells i fan vídeos de diversos tipus. Alguna d'ells són fent un jocs relacionats amb personatges de llibres, fent algun tag o debat.
Alguns BookTubers fins i tot han fet curts per parlar de llibres o fan vídeos d'entrevistes a autors en els seus canals.

## Cultura de BookTube
Booktube és una comunitat de creadors de contingut i d'observadors, no simplement un grup d'individus que fan coses similars. Hi ha un vocabulari compartit, una intertextualitat (on BookTubers reaccionen i responen a d'altres), unes tradicions comunes i alguns valors compartits.

### Vocabulari
Book haul: gran compra de llibres que els BookTubers ensenyen en càmera i expliquen quins llibres han adquirit i perquè.
Bookternet: Llegir enclavaments d'Internet relacionats amb el món del llibre. Inclou bloguers, podcasts, BookTube, Bookstagram, Goodreads, Reblog Bookclub (a Tumblr) entre d'altres.
TBR (per ser llegit, sigles de l'anglès To Be Read): Pot referir-se a aquells llibres elegits llegir pròximament, possiblement per un propòsit en particular com ara una marató de lectura. També al total de llibres que un BookTuber té i encara no ha llegit o a llibres que no necessàriament té però que vol llegir.
DNF (no va acabar, sigles de l'anglès Did Not Finish): Parla d'aquells llibres que ha començat però no acabat, i que no té cap intenció present d'acabar.
ARC (còpia avançada, sigles de l'anglès Advanced Reader Copy): Un llibre que encara no està a la venda i que ha estat proporicionat de franc per l'editor amb finalitats publicitàries. Sovint, es distribueixen en convencions.
eARC: Un e-còpia d'un ARC.
Reading Slump: període en el qual un BookTuber no se sent a gust llegint, i si ho fa és molt més a poc a poc de l'habitual.
Bookish Hangover: 1) No sentir-se disposat per començar un nou llibre a causa de la intensitat dels sentiments produïts per un llibre que has acabat. 2) Sentir-se cansat o poc productiu per quedar-se fins tard llegint un llibre.
Book Swag (o Swag): articles no relacionats directament amb la literatura però que en aquest cas tenen la temàtica literària com ara samarretes o tasses amb frases de llibres.
Ship, Shipping: per donar suport a una relació entre personatges de ficció.
OTP (un emparellament real, sigles de l'anglès One True Pairing): Designació que rep una relació romàntica considerada la millor per als dos personatges involucrats.
Spoilers: Detalls del contingut d'un llibre que donen informació important del desenvolupament de la trama (especialment relacionant amb la seva resolució), com algú dient què passa al final d'un llibre a algú no l'ha acabat.

### Tradicions
Readathon: Esdeveniment en el qual els participants llegeixen junts durant un període definit de temps. Hi poden haver reptes anunciats pels organitzadors, hashtags associats, sprints de lectura i sortejos. Moltes readathons s'han originat a BookTube com són BookTubeAThon, BookBuddyAThon, Dewey's 24 Hour Readathon, Around the World-a-Thon, BoutofBooks, i la 24in48 Readathon.
Shout outs: BookTubers recomanant altres canals de BookTube als seus vídeos.
Avisos de spoiler: Generalment, no s'inclueixen spoilers a les ressenyes de llibres. En els moments en què un BookTuber té motius per parlar dels detalls i ha de fer spoilers, és usual incloure un avís quan els està a punt de fer.

## Impacte dels BookTubers
S'ha pensat que els booktubers adopten la figura d'un nou crític literari, però hi ha persones com Patrizia Campana, directora editorial de Grup 62 que pensen el contrari: No són crítics ni pretenen ser-ho. És precisament el seu amateurisme i la seva proximitat el que aconsegueix conquistar a milions de joves.
El tipus de vídeos més popular de la comunitat de BookTube són vídeos que comenten ràpidament molts títols. Això inclou book hauls, les TBR que són actualitzacions mensuals sobre quins llibres es van llegir, donar títols anticipats de pròxims llançaments o etiquetar a altres BookTubers en els seus vídeos responent una sèrie de preguntes relacionades amb llibres, les anomenades book tags. Per les editorials això suposa una gran exposició, ja que en un sol vídeo, molts dels seus llibres reben un esment, en comptes de dedicar tot un vídeo a un sol llibre.
Dades d'Amazon asseguren que una crítica positiva d'un BookTuber pot arribar a augmentar el 20% de les vendes d'un llibre i tan han impactat les vendes dels llibres que les editorials ja els han acceptat com una nova forma de marketing i publicitat per a les seves estrenes. La col·laboració dels BookTubers amb editorials ja és molt popular i comuna en la comunitat.
Al cap i a la fi, la funció d'aquest col·lectiu juvenil és escampar la seva passió per la lectura a través del mitjà que més utilitzen els joves, Internet; i, més concretament: YouTube, i sembla que, de moment, ho estan aconseguint.

## BookTubers coneguts
Tot i que la comunitat de BookTube és força petita, ràpidament està creixent. Alguns dels BookTubers més coneguts són els següents (subscriptors comptabilitzats per darrer cop el 14 d'octubre de 2017).
- polandbananasBOOKS (Christine Riccio): 371,738[17]
- Clau Reads Books (Claudia Ramírez): 270.270[65] (en castellà)
- abookutopia (Sasha Alsberg): 359,716[66]
- Katytastic (Kat O’Keeffe): 244,064[67]
- jessethereader (Jesse George): 231,259[68]
- PeruseProject (Regan Perusse): 213,622[69]
- Little Book Owl (Catriona): 172,600[70]
- booksandquills (Sanne): 167,590[71]
- readbyzoe (Zoë Herdt): 142,223[72]
- Andreo Rowling (Andrea Izquierdo): 133,225[73] (en castellà)
- Hailey In Bookland (Hailey LeBlanc): 130,627[74]
- Ariel Bissett: 123,675[75]
- Tashapolis (Natasha Polis): 115,164[76]

Diversos BookTubers també s'han convertit en autors o estan planejant escriure un llibre. Sasha Alsberg, abookutopia a YouTube, actualment ha col·laborat amb Lindsay Cummings per escriure Zenith. Va ser publicat el 2016 en forma de dos ebooks i es va convertir en número 1 al New York Times Bestseller. El llibre s'ha publicat en format físic el 2017. 'Because You Love to Hate Me', és una antologia d'històries curtes escrites per autors de YA i BookTubers publicada també el 2017.